# 無反光鏡可換鏡頭相機

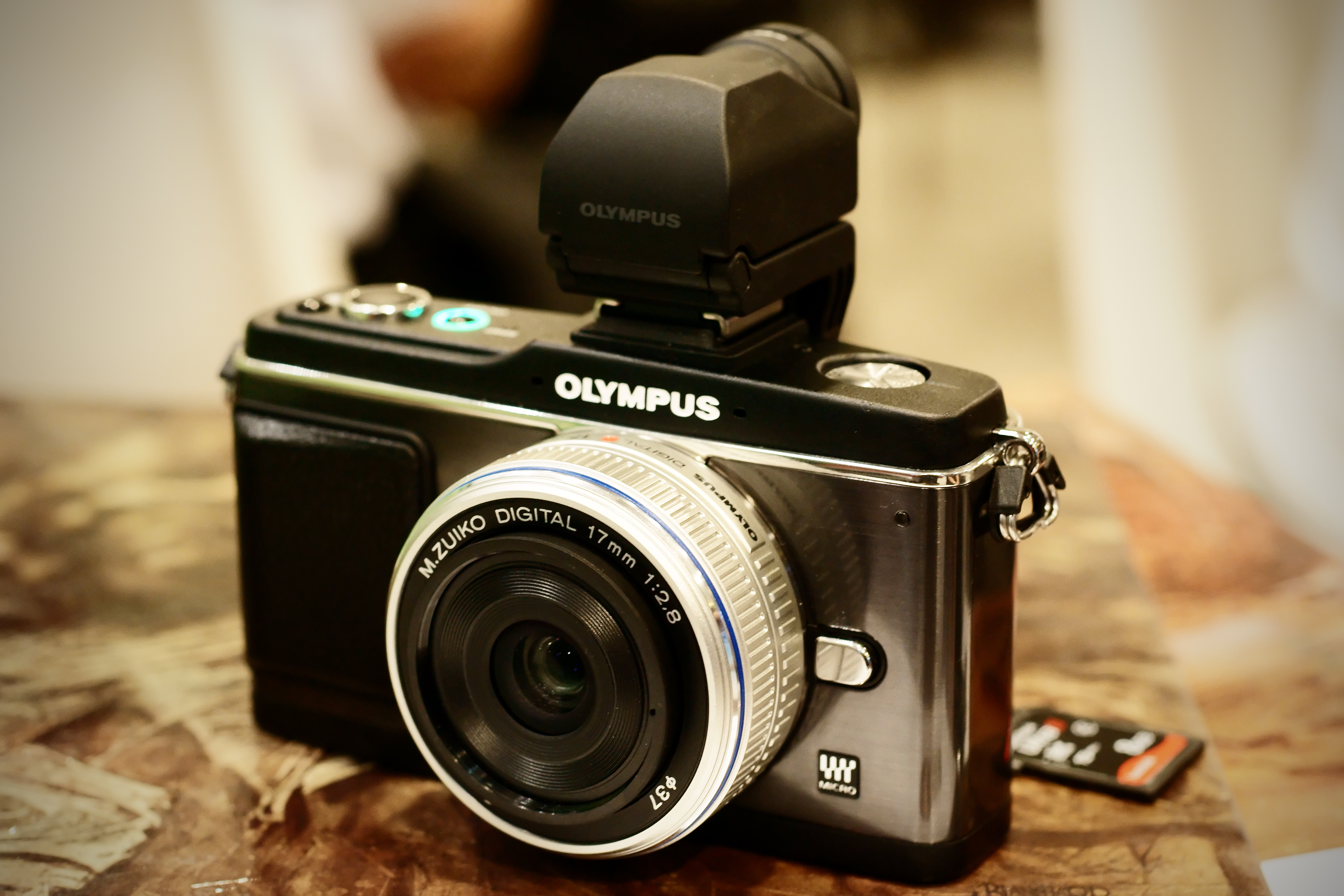
奧林巴斯E-P2
裝上定焦餅乾鏡，具有4/3規格感光器的無反光鏡單電相機

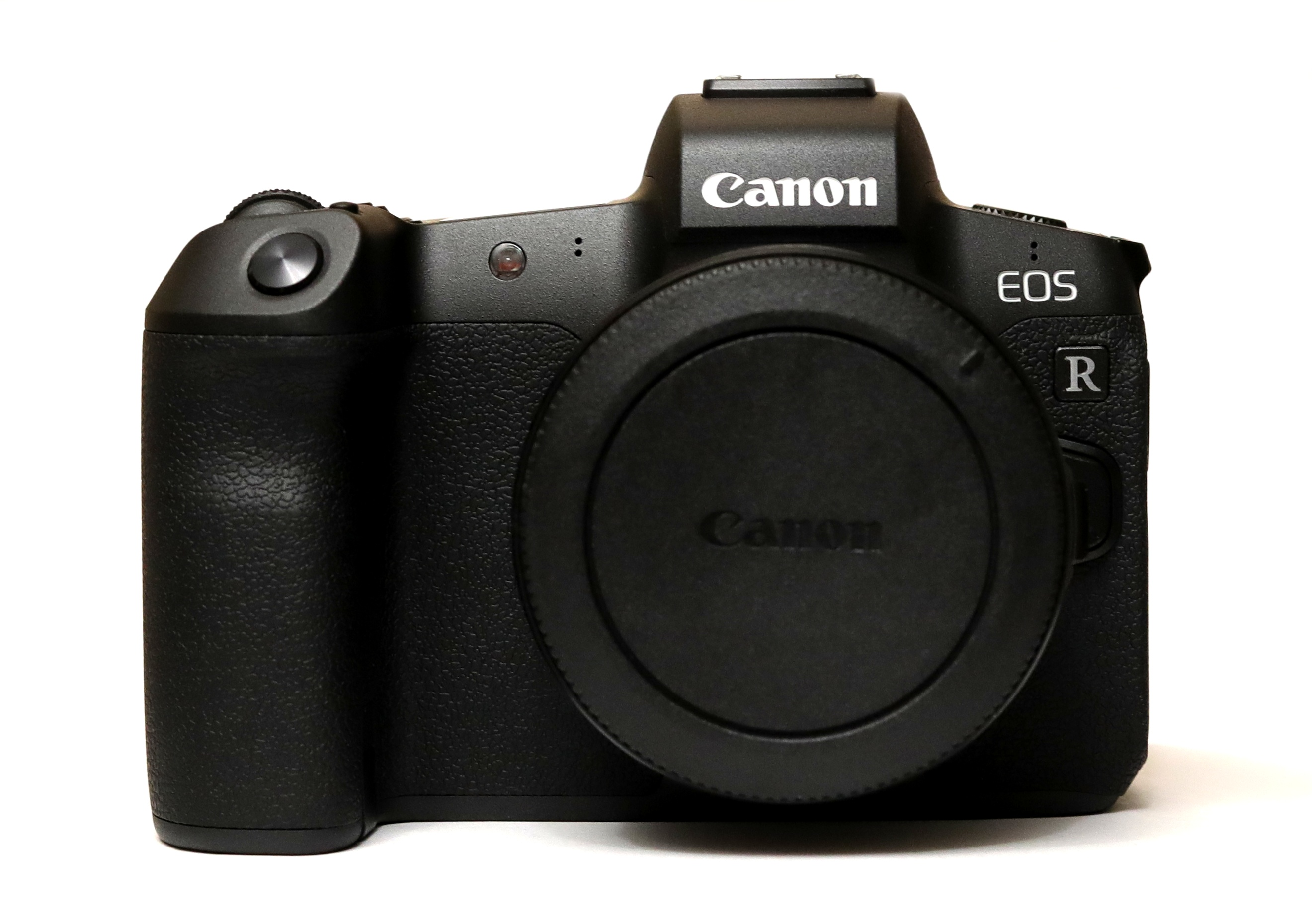
無反光鏡可換鏡頭相機

無反光鏡可換鏡頭相機，簡稱可換鏡頭相機，是一種鏡頭可以更換的數位相機，於2010年代後逐漸興起，屬於消費型數位相機與數位單眼相機之間的交集。與數位單眼相機不同處在於沒有使用反光鏡與五稜鏡的光學觀景窗系統來作取景用途，與類單眼相機不同處在於可以交換鏡頭、片幅通常也較大。
这种相机的中文名称有单电相机、微单相机、无反相机、小单眼、微单眼、轻单眼、无反单眼、可换镜头数码相机、电子取景可换镜头相机等。英文名称有Mirrorless Interchangeable Lens Cameras（MILC）、Digital Single-Lens Mirrorless（DSLM）、Electronic Viewfinder Interchangeable Lens（EVIL）等。其中，MILC是消費者技術協會于2015年选定的正式名称。

## 簡介
无反光板可換鏡頭相機的特點是，與數位單眼反光相機（DSLR）相比，省去反光鏡結構，因此无反相机的法兰距普遍小于单反相机，能拍攝跟數碼單反相機一樣的高質量照片與相同的景深效果，但機身體積（尤其是在厚度上）一般比數碼單反相機小。但因光學原理的關係，可換鏡頭相機所使用的鏡頭，其體積通常與感光元件尺寸相同的數位單眼相機所使用之鏡頭相當。
可換鏡頭相機的構造與鏡頭與數位單眼相機相似，也因此在使用與保養上和數位單眼相機並沒有太大的差別，例如換鏡頭時要避免入塵，以及每隔一段時間就必須要釋放快門讓機械快門簾幕活動以免故障。
由於推出之後在消費市場上的普及度越來越高，除了最早開始推動此類新規格產品的松下和奧林巴斯之外，包括三星、索尼、賓得、佳能與尼康等製造商之后陸續投入開發可換鏡頭相機的行列。

## 命名與分類
由於是全新發展出的產品類別，可換鏡頭相機（此處指MILC）在中文領域沒有共通的稱呼方式，各家廠商也各自有自行定義的分類與命名。依照稱呼習慣的差異與翻譯而有不同，目前台灣的幾個主要網站通常都將之放在『可換鏡頭相機區』來做為報導或討論。
在中華人民共和國主流的傳媒與個人從原理結構的特性上將這類相機命名為單電相機（乃是單鏡頭電子取景式相機的簡稱）。而索尼公司在中華人民共和國市場將NEX系列和ILCE系列稱為微單相機，并以“微单™”为商标（但不是注册商标）。
在台灣，此類相機沒有統一的稱呼方式，各製造商各自有不同的命名與分類。其中尼康稱其為微單眼，奧林巴斯稱其為微型單眼，松下、索尼與賓得士則直接將其放在數位單眼相機的類別之下，沒有另作分類。除了各廠商的稱呼方式外，也有消費者使用小單眼、輕單眼之類的稱呼。除此之外，因市場定位的重疊或機身尺碼、外觀造型的相似，初期也有消費者誤將此類相機與較為大型、高性能、高倍率變焦的高階消費型數位相機一起歸類在沒有明確定義的類單眼相機分類之中，但隨著可以更換鏡頭的小型相機數量增加，也逐漸轉變成不管設計原理相不相同，只要可以更換鏡頭就歸類為微單眼的分類方式。 
在香港，此類相機一般稱為可換鏡頭數碼相機。索尼、松下、三星、賓得士皆以可換鏡頭數碼相機命名此類相機。尼康則以可換鏡數碼相機命名。不過在香港坊間，以及一些當地網頁介紹，一般都以「無反」作為稱呼。雖然字意上，數位單眼相機亦屬於可換鏡頭數位相機，但一般都不會被歸類到此類別。與其他公司不同，奧林巴斯把此類相機與數位單眼相機一起歸類，並將該類別稱為可換鏡頭數碼相機。

## 相關發展過程
- electronic viewfinder interchangeable lens（EVIL）的發展與電子顯微鏡與醫療及工業用內視鏡過程有密切關係
- electronic viewfinder interchangeable System（EVIS）OLYMPUS最早將醫療型EVIS LUCERA SPECTRUM系統內視鏡概念轉變應用在數位無反光鏡相機上，EVIS系統　在數位電子的發展上使用在內視鏡上的成功而有這樣移轉的概念起源＂如果單眼照相機也能直接取景不再透過反光鏡的反射直接在LCD上顯示觀看能否再縮小體積＂原本應用在消化道上的腸胃鏡等的內視鏡概念就被提出應用在民生的數位相機上。
- 內視鏡也應用在多種工業上的用途，例如：飛機、發動機、葉片裂痕檢查。

## 設計
功能取材於數位單眼相機，但設計理念上源自於數位相機，與數位攝影機上的發展精神，取消五稜鏡的設計，並直接由電子感光方式展現出來在LCD或可以加裝電子觀景器來完成取景的動作，少了反光鏡機構如此一來可縮小體積，也可換不一樣的鏡頭達成與數位單眼相機的功能，最早發售的是奧林巴斯4/3系統。

## 系統比較
| 系統               | 矚目機種 | 卡口                                    | 感光元件尺寸 | 防手震種類                                                                               | 卡口口徑           | 法蘭距   | 對焦系統                                               | 等效焦距換算                         | 發表日期         |
| ------------------ | --- | --------------------------------------- | --- | ---------------------------------------------------------------------------------------- | ------------------ | -------- | ------------------------------------------------------ | ------------------------------------ | ---------------- |
| Canon EOS M        | M, M2, M3, M10, M5，M50, M6, M100, M50 Mark II, M6 Mark II | Canon EF-M 接環                         | 22.3 × 14.9 mm APS-C                                                                                                | 鏡頭防手震                                                                               | 47 mm              | 18 mm    | 早期是混合對焦M5及以後是全像素雙核                     | 1.6                                  | 2012年10月       |
| Canon EOS R        | R， RP，R1, R3，R5，R5C，R6，R7，R8，R10，R50，R100 | Canon RF接環                            | 36.0 × 24.0 mm 全片幅 22.3 x 14.9 mm APS-C                                                                          | 鏡頭防手震,比較高檔的R1,R3,R5,R6,R7有感光元件防手震                                      | 54 mm              | 20 mm    | 全像素雙核                                             | 1.6                                  | 2018年9月        |
| Fujifilm G         | Fujifilm GFX 50S, GFX 50R, GFX 100 | Fujifilm G 接環                         | 43.8 × 32.9 mm 中片幅                                                                                               | 鏡頭防手震                                                                               |                    | 26.7 mm  | 對比式對焦                                             | 0.79                                 | 2017年1月        |
| Fujifilm XF        | Fujifilm X-Pro1, X-T1, X-A1, X-M1, X-E1, X-A2, X-A10, X-A3, X-A5, X-E2, X-E3, X-T10, X-T20, X-Pro2, X-T2, X-H1, X-T3, X-M5,                                                                                   | Fujifilm X接環                          | 23.6 × 15.6 mm APS-C                                                                                                | 鏡頭防手震,機身防手震（X-H1)                                                             | 44 mm              | 17.7 mm  | X-T1, X-E2使用混合對焦(對比+相位) 其餘幾種使用對比對焦 | 1.5                                  | 2012年1月        |
| Hasselblad XCD     | Hasselblad X1D | Hasselblad XCD 接環                     | 43.8 × 32.9 mm 中片幅                                                                                               | 無                                                                                       |                    | 20 mm    | 對比式對焦                                             | 0.79                                 | 2016年6月        |
| Leica L            | Leica T, SL | Leica L 接環                            | 35.8 × 23.9 mm 全片幅 (SL) 23.6 × 15.7 mm APS-C (T)                                                                 | 鏡頭防手震                                                                               | 51.6 mm            | 20 mm    | 對比式對焦                                             | 1.0 (SL), 1.5 (T)                    | 2014年4月        |
| Panasonic          | S1 S1R S1H S5 | Leica L 接環                            | 35.8 × 23.9 mm 全片幅                                                                                               | 五轴机身防抖                                                                             | 51.6 mm            | 20 mm    | 對比式對焦                                             | 1.0 (S1系列)                         | 2019年4月        |
| Leica M (旁軸相機) | Leica M8, M9, M9-P, M Monochrom, M-E, M; Epson R-D1, R-D1s, R-D1x, R-D1xG | Leica M 接環                            | 35.8 × 23.9 mm 全片幅 (M9, M9-P, M Monochrom, M-E, and M), 27 × 18 mm 半格 (M8), 23.7 × 15.6 mm pseudo–APS-C (R-D1) | 無                                                                                       | 44 mm              | 27.80 mm | 旁軸相機                                               | 1.0                                  | 2004年3月 (R-D1) |
| M4/3               | Panasonic Lumix DMC-G1, G10, G2, G3, GH1, GH2, GH3, GH4, GH5, GH5S, GF1, GF2, GF3, GX1, GX7, GX8, GX85, GX9 Olympus PEN E-P1, E-P2, E-P3, E-PL1, E-PL2, E-PL3, E-PM1, OM-D E-M5, E-PL5, OM-D E-M1, OM-D E-M10 | M4/3                                    | 17.3 × 12.98 mm 4/3系統                                                                                             | 鏡頭防手震(Panasonic); 機身防手震(Olympus) Olympus EM-5 是第一台具備五軸機身防手震的MILC | ~38 mm             | 20 mm    | Olympus OM-D E-M1使用混合式對焦，其餘大多採用對比對焦  | 2.0                                  | 2008年10月 (G1)  |
| Nikon 1            | Nikon 1 J1, V1, J2, V2,J3,AW1,J4,V3,J5 | Nikon 1 接環                            | 13.2 × 8.8 mm 1" Nikon CX格式                                                                                       | 鏡頭防手震                                                                               |                    | 17 mm    | 混合式對焦                                             | 2.7                                  | 2011年10月       |
| Nikon Z            | Nikon Z5, Z6, Z7, Z6 Ⅱ, Z7 Ⅱ, Z8, Z 9, Z6 Ⅲ, Z6 Ⅱ, Z30, Z50, Z50 Ⅱ（后三者为DX画幅） | Nikon Z 接環                            | 35.9 × 23.9 mm 全片幅                                                                                               | 感光元件防手震，可與鏡頭防手震同時開啟                                                   | 55 mm              | 16 mm    | 混合式對焦                                             | 1.0                                  | 2018年8月        |
| Pentax K           | Pentax K-01 | Pentax K 接環                           | 23.6 × 15.6 mm APS-C                                                                                                | SR感光元件防手震                                                                         |                    | 45.46 mm | 對比式對焦                                             | 1.53                                 | 2012年2月        |
| Pentax Q           | Pentax Q, Q10, Q7, Q-S1 | Pentax Q接環                            | 6.17 × 4.55 mm (1/2.3") for Q and Q10 7.44 × 5.58 mm (1/1.7") for Q7                                                | SR感光元件防手震                                                                         | 38 mm              | 9.2 mm   | 對比式對焦                                             | 5.5 (大約), Q and Q10 4.6 (大約), Q7 | 2011年6月        |
| Ricoh GXR          | Ricoh GXR | 可替換式相機模組, Leica M接環           | 依相機模組不同: APS-C, 1/1.7", 1/2.3"                                                                               | 依相機模組不同                                                                           | —                  | —        | 不可換鏡模組採用對比式對焦,Leica M接環模組採手動對焦   | 1.5                                  | 2009年11月       |
| Samsung NX         | Samsung NX10, NX100, NX200, NX20, NX300, NX500, NX1 | Samsung NX接環                          | 23.4 × 15.6 mm APS-C                                                                                                | 鏡頭防手震                                                                               | 42 mm              | 25.5 mm  | 混合式對焦                                             | 1.53                                 | 2010年1月        |
| Sigma SA           | Sigma SD Quattro, Quattro H | Sigma SA接環                            | 26.7 × 17.9 mm APS-H (Quattro H) 23.4 x 15.5 mm APS-C (Quattro)                                                     | 鏡頭防手震                                                                               |                    | 44 mm    | 對比+相位                                              | 1.35 (Quattro H) 1.54 (Quattro)      | 2016年2月        |
| Sony α NEX         | NEX-3, NEX-5, NEX-5N, NEX-6, NEX-7 (相機), NEX-VG10 (錄影機) | Sony E接環                              | 23.4 × 15.6 mm APS-C                                                                                                | 鏡頭防手震                                                                               | 46.1 mm (1.815 吋) | 18 mm    | 早期型號採用對比式對焦 後期型號採用混合對焦            | 1.5                                  | 2010年6月        |
| Sony α ILCE        | A7, A7R, A7S, A7II, A7RII, A7SII, A9, A7RIII, A7III, A7R4,α6600 α6500, α6400, α6300,α6100 α6000, α5100, α5000, α3000                                                                                          | Sony FE接環 (全片幅) Sony E接環 (APS-C) | 35.8 × 23.9 mm 全片幅 (Alpha 7系列) 23.4 × 15.6 mm APS-C (Alpha x000系列)                                           | 鏡頭防手震， A7二代系列與α6600，α6500加入五軸機身防手震，可與鏡頭防手震同時開啟          | 46.1 mm (1.815 吋) | 18 mm    | 部分型号为混合式對焦 部分型号为对比度对焦              | 1.0 (α7系列), 1.5 (ax000系列)        | 2013年10月       |

## 優勢
MILC相機結合了消費型相機和數碼單鏡反光相機的好處，以下為一些例子：
1. 相對消費型相機，它們提供更大的感光元件面積（部份擁有與APS-C單反相同的面積），故此可獲取較高的影像質素，同時可提升控制體驗；同時，他們可以更換鏡頭，相對消費型相機，拍攝的創造性更大。
2. 相對DSLR相機，它們的體積較小和堅固（因移動部件較少），以及理論上可提供較相宜的價錢（雖然部份中高階MILC相機比入門級甚至中級單反更貴）。
3. 當MILC相機配置「餅鏡」，便攜性可媲美一些體積較大的消費型相機，惟配置較大鏡頭時便攜性便會大打折扣。
4. 電子觀景窗與背光螢幕可幫助攝影師在微光環境下對焦，亦容許攝影師在手動對焦時放大影像以檢查焦距。
5. 由於不具備反光鏡，感光元件可更接近鏡頭，這容易以更低成本製作更輕巧高質素鏡頭（尤其廣角鏡）。同時再減去五棱镜與縮小片幅後，相機成本大幅降低，但畫素數量卻仍然保持高水平。同樣，沒有反光鏡的開合動作，拍攝時震動及嘈音都比較少。
6. 由於使用對比對焦系統，拍攝靜態影像時有較高的對焦準確度（基本上不易有移焦的光學誤差）。
7. 技术发展速度极快。部分机型支持摄像的光学变焦和高速对焦。部分机型已经使用了OLED屏幕，oled电子眼窗。
8. 技术发展速度极快。部分机型（如索尼NEX、Nikon1系列）已经可以通过镜头转接环完美使用同品牌单反镜头，并且支持相位对焦。
9. 因为法兰距短，使用合适的接环后，可以转接各类别家厂牌的镜头。部分机型支持峰值对焦，转接手动对焦镜头也可以获得较好效果。

## 對比
相對地，部分型号MILC亦有不少消費相機和DSLR有的分別，包括：
光學取景器與電子取景器的優劣
光学取景器通常分为“单镜头反射（反光）式”和“双镜头透射式（旁轴）”两种。旁轴存在明显视差，单反的视野率通常也无法达到100％（如佳能EOS5D,60D,600D视野率分别为98％，96％，95％）。但是，使用光学取景器的相机更省电，普遍型號单次充电可拍摄1000张以上，MILC沒有光學取景器,一般單次充電後都只能拍攝300至700張照片, 
而较新型的相机拥有类似光学取景器的电子眼窗，比如Sony的NEX-7、NEX-6，以及富士菲林的X-E系列。部分相机则可以通过专用接口来连接外接光学取景器，比如NEX-5N、NEX-5R。但截至2019年，唯一擁有光學觀景器的無反相機就只有富士的X-PRO系列
電子取景器的優點是視野可以達到100%,而且可以模擬數位失真校正後拍攝到的影像的色溫和光暗,也可以顯示更多和更複雜的訊息，例如直方圖,電子水平和對焦提示
鏡頭適性
由於設計上法蘭距的不同，即使為相同廠商的MILC也無法直接接駁自家单反的鏡頭，已有部分廠商推出接环以及含相位對焦與測光模組來解決。
另一方面，單反發展了超過一個甲子，鏡頭種類繁多，除了一般的變焦鏡頭、定焦鏡頭的種類齊全，亦有今日無反系統所缺乏的移軸鏡頭等。因為無反系統發展只有十多年，鏡頭的發展還需要時間。但因為無反系統的法蘭距比較短,所以鏡頭光學元素安放的位置限制比較少,加上數位失真校正,可以設計出一些單反系統不可能做出來的鏡頭,例如28-70 f2.0, 24-105 f2.8
高耗電
在高度電子化的相機世代下，相比使用相位對焦與TTL式測光的DSLR，MILC進行參數調整與影像檢視依賴高耗電的背光螢幕（LCD）或OLED電子取景器。由于没有光学取景器，即使是使用內置或外接的電子取景器，取景时也需要感光器件一直工作。另外拍攝對焦與測光值也全都交由中央處理器作運算，使用時續航力大大不如DSLR。不過使用感光器檢視影像的好處是,如果加上AI,對焦和追焦可以做到更精準,AI對焦甚至可以分辨人物/動物/交通工具

## 可換鏡頭接口設計

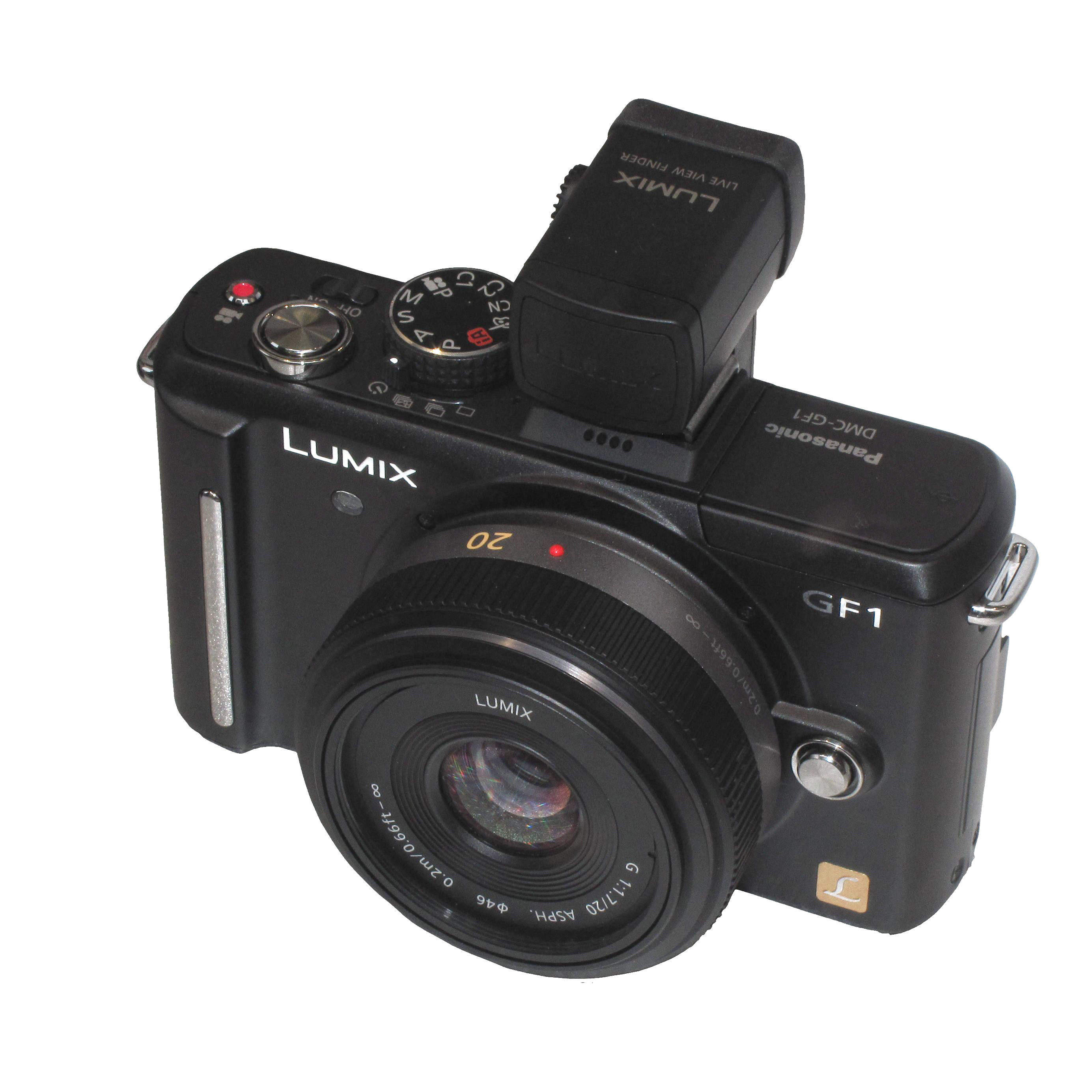
松下Lumix DMC-GF1

以可互換鏡頭為主的4/3系統可讓奧林巴斯與松下所主推行的4/3系統直接使互通鏡頭群有更多選擇，SONY更將NEX所採用E-Mount的攝影機VG-10也可以採用相同鏡頭進行互換與使用大大擴充攝影與錄影等機能連動性。

## 现行主要无反系统
- 微4/3系统
- 索尼E
- 佳能EF-M
- 佳能RF
- 富士XF
- 富士G
- 徕卡M
- 徠卡L
- 哈苏X
- 适马SA
- 大疆DL
- 三星NX
- 三星NX-M
- 尼康1
- 尼康Z
- 宾得Q
- 宾得K